# Ben Mockford
Ben Mockford, né le 18 août 1989, à Shoreham-by-Sea, au Royaume-Uni, est un joueur anglais de basket-ball. Il évolue au poste d'arrière. 